# بورتريه إليزابيتا غونزاغا
بورتريه إليزابيتا غونزاغا هي لوحة زيتية على الخشب تُنسب إلى فنان عصر النهضة الإيطالي رافائيل، اكتملت ق. 1504 و1505، وهي اليوم معروضة في معرض أوفيزي في مدينة فلورنسا الايطالية.

## تاريخ
تشير المصادر المعاصرة إلى وجود لوحة تصور إليزابيتا غونزاغا يُنسب رسمها إلى الفنان رافائيل.
من المرجح أن اللوحة كانت جزءًا من مجموعة دوق أوربينو، وقد نُقلت إلى فلورنسا في عام 1635 ضمن جهاز زواج فيتوريا ديلا روفيري. وقد ذُكرت بشكل مؤكد لأول مرة في عام 1773، عندما نُقلت من قصر بيتي إلى خزانة الدوق الأكبر في متحف الأوفيزي. وفي جردٍ عام 1784 نُسبت اللوحة إلى مدرسة جيوفاني بيليني، بينما أُدرجت في جرد عام 1825 على أنها من أعمال أندريا مانتينيا.
نُسبت اللوحة إلى رافائيل لأول مرة في عام 1905. ومن بين الفنانين الآخرين الذين نُسبت إليهم هذه اللوحة سابقًا: فرانشيسكو فرانشيا، وجيوفان فرانشيسكو كاروتو، وفرانشيسكو بونسيونيوري، وآلبرخت دورر.

## وصف
السيدة المصوّرة في اللوحة هي إليزابيتا غونزاغا، زوجة الدوق غيدوبالدو الأول دوق أوربينو (وتُعرض اللوحة حاليًا في متحف الأوفيزي إلى جانب صورته). كانت إليزابيتا امرأة تهتم بالأدب والفنون. من أبرز تفاصيل اللوحة فستانها الأسود المزيّن بزخارف مُركبة على شكل رقع، بالإضافة إلى الحلية الجبهية (ferronière) التي تشبه العقرب والمثبتة على جبينها. كما تتميز تسريحتها بجديلة طويلة تُعرف باسم "كواتسوني" (coazzone)، وهي مذكورة أيضًا في ميدالية تحمل صورتها ومحفوظة حاليًا في المتحف البريطاني.